# Пластинки «Піонера»

Вид пластинки з «Піонера-10» та «Піонера-11»

Пласти́нки «Піоне́ра» (англ. Pioneer plaques) — дві ідентичні пластинки з анодованого алюмінію на борту безпілотних космічних апаратів NASA «Піонера-10» (запущений 2(3) Березня 1972) та «Піонера-11» (запущений 5(6) квітня 1973) з символьною інформацією про людину, Землю та її місцезнаходження. Автор — Карл Саган з Корнельського університету, автор малюнка чоловіка і жінки — Лінда Саган, друга дружина Карла Сагана.
На пластинках зображені чоловік, жінка і корабель «Піонер» в одному масштабі. Ліворуч від них зображено Сонце, променями показане розташування і відстані до 14 найближчих пульсарів і центру Галактики. Внизу схематично зображена Сонячна система з траєкторією «Піонера», починаючи з Землі. Вгорі показані два основних стани атому водню.

## Фізичні параметри
- Матеріал: алюміній, анодований золотом;
- Ширина: 229 мм;
- Висота: 152 мм;
- Товщина: 1,27 мм;
- Глибина гравіювання: 0,381 мм;
- Вага: приблизно 120 грамів.

## Критика
Послання критикувалося як занадто складне для розшифрування і як занадто антропоцентричне. Послання розроблялося так, щоб розмістити якомога більше інформації на мінімальній площі, але практично жоден з науковців, не зайнятих у цьому проекті, яким показувалося це послання, не зміг розшифрувати його повністю.
Цікаво, що одна з частин діаграми, а саме стрілка, що показує траєкторію корабля, абсолютно зрозуміла для землян (корабель минув орбіту Юпітера і покинув Сонячну систему), може виявитися найбільш складним для тих, хто знайде пластинку за межами Сонячної системи. Стрілка — це артефакт спільнот мисливців і збирачів. Для спільнот з іншою культурною спадщиною цей символ може виявитися беззмістовним.
Також багато негативних реакцій викликав той факт, що чоловік і жінка були зображені оголеними, NASA звинувачували у витраті грошей платників податків на відправку «непристойності» в космос.